# Bernardino Fernández de Velasco y Balfé
Bernardino Fernández de Velasco y Balfé (Madrid, 1 de maig de 1866-8 de desembre de 1919) va ser un aristòcrata espanyol, XVI duc de Frías.
Nascut a Madrid el 1866, fill primogènit de José María Fernández de Velasco y Jaspe, duc de Frías, i de Victoria Balfé. Va ser elegit com a senador per la província de Cadis els anys 1910 i 1911. Es va casar el 1892 amb Mary Boleyn Cecilia Knowles, filla de sir Charles Knowles. La parella només va tenir una filla, Victoria, que va esdevenir comtessa d'Alcaudete i Deleitosa. De la resta de títols, que es regien per successió agnatícia i, per tant, només eren vàlids hereus mascles, va passar a ser el successor Guillermo Fernández de Velasco, germà de Bernardino, a la seva mort el 1919.